# Кухня в Париже
«Ку́хня в Пари́же» — российский полнометражный комедийный фильм телекомпании «СТС» и Yellow, Black and White. Является продолжением третьего сезона телесериала «Кухня».
Премьера состоялась во всех кинотеатрах страны 1 мая 2014 года. Телевизионная премьера комедии состоялась 12 октября 2014 года на телеканале СТС.

## Сюжет
После событий третьего сезона ресторан «Claude Monet» продолжил и укрепил свою известность в Москве, оставаясь процветающим заведением с умелым владельцем, прилежным директором и отменной кухней. Но все надежды и труды команды обрывает провал ресторана в подготовке и проведении мероприятия международного уровня — встрече президентов России и Франции.
Работникам и владельцу ресторана приходится искать новое место работы, и, оставив прежний «Claude Monet», они устремляются в «город любви», столицу Франции — Париж. Новая работа, новый колорит и новые соперники. Виктор Баринов встречает собственного отца — шеф-повара лучшего ресторана Парижа, а Максиму Лаврову приходится соперничать с французским ухажёром Виктории, который в конце попытается сделать ей предложение руки и сердца. Фильм заканчивается свадьбой Максима и Виктории, а также возвращением коллектива ресторана в Россию.

## История создания
Весной 2013 года создатели сериала «Кухня» встретились в Париже, чтобы отметить выход 2 сезона проекта. Во время прогулок по набережным Сены возникла идея снимать во французской столице фильм «Кухня».
Съёмка проходила преимущественно во Франции и началась 6 сентября 2013 года в Париже, а завершилась уже в России 18 февраля 2014 года. Всего съёмочный процесс продлился 53 дня, и было отснято 107 минут хронометража.
24 апреля 2014 года в Москве и в Санкт-Петербурге в кинотеатрах «Октябрь» и «Художественный» соответственно был представлен предпремьерный показ фильма, на котором присутствовали исполнители главных ролей в фильме Елена Подкаминская, Марк Богатырёв и Венсан Перес, а также режиссёр фильма — Дмитрий Дьяченко.
После успеха «Кухни в Париже» началась работа над новым полнометражным фильмом, который сначала планировалось снимать в Китае (рабочее название — «Кухня в Шанхае»). Однако в итоге фильм было решено снимать в Сочи, Москве и в Абхазии и уже под другим названием — «Кухня. Последняя битва». Премьера второго полнометражного фильма состоялась 20 апреля 2017 года в кинотеатрах.

## В ролях
| Актёр              | Роль                                                                                  |
| ------------------ | ------------------------------------------------------------------------------------- |
| Марк Богатырёв     | повар Максим Леонидович Лавров (Макс)                                                 |
| Елена Подкаминская | директор ресторанов Виктория Сергеевна Гончарова                                      |
| Дмитрий Назаров    | шеф-повар Виктор Петрович Баринов                                                     |
| Дмитрий Нагиев     | владелец обоих ресторанов Дмитрий Владимирович Нагиев                                 |
| Виктор Хориняк     | бармен Константин Константинович Анисимов (Костя) муж Насти, лучший друг Макса        |
| Сергей Лавыгин     | повар-универсал, специалист по мясу Арсений Андреевич Чуганин (Сеня) лучший друг Феди |
| Михаил Тарабукин   | повар-универсал, специалист по рыбе Фёдор Михайлович Юрченко (Федя) лучший друг Сени  |
| Никита Тарасов     | кондитер-пекарь Луи Бенуа                                                             |
| Сергей Епишев      | су-шеф Claude Monet Лев Семёнович Соловьёв (Лёва) друг Шефа                           |
| Венсан Перес       | начальник протокола президента Франции Николя Дюпон ухажёр Вики                       |
| Ольга Кузьмина     | официантка Claude Monet Анастасия Степановна Анисимова (Настя) жена Кости             |
| Жаныл Асанбекова   | уборщица-посудомойка Claude Monet Айнура Жаннатбековна Кененсарова                    |
| Елена Чернявская   | хостес Claude Monet Ангелина Ярославовна Смирнова                                     |
| Ирина Темичева     | официантка Claude Monet Ева Белецкая                                                  |

| Актёр                | Роль                                                                                |
| -------------------- | ----------------------------------------------------------------------------------- |
| Олег Табаков         | шеф-повар ресторана «Victor» в Париже Пётр Аркадьевич Баринов отец Виктора Баринова |
| Джиб Поктье          | су-шеф Avrora Бальтазар Бартоломью                                                  |
| Элена Ногерра        | президент Франции                                                                   |
| Анатолий Горбунов    | президент России                                                                    |
| Игорь Иванов         | начальник управления протокола президента РФ Сергей Сергеевич                       |
| Кристиан Бюжо        | ресторанный критик Филипп Буало                                                     |
| Екатерина Захарова   | официантка ресторана «Avrora» Софи                                                  |
| Дина Кассама         | жена Петра Аркадьевича Баринова Мери                                                |
| Кира Крейлис-Петрова | бабушка Максима Любовь                                                              |
| Вячеслав Гилинов     | дедушка Максима Максим Ильич                                                        |

## Премия
- Фильм стал обладателем народной премии «Жорж-2015» в номинации «Лучшая российская комедия»[5].

## Критика
Фильм получил высокие оценки кинокритиков.
- Евгений Ухов, обозреватель Film.ru:

С юмором у картины всё в порядке – плотность и уровень шуток напоминают о других работах режиссёра Дмитрия Дьяченко… <…> «Кухня» подкупает своей невероятно яркой, сочной картинкой. В сочетании с оригинальной и изобретательной графикой, используемой нешаблонно, просмотр действительно становится удовольствием, сравнимым с «гастрономическим».

## Факты
- В начале фильма пародируются некоторые моменты мультфильма «Рататуй», в русском дубляже которого принимал участие актёр Дмитрий Назаров[11]. Также в начале фильма у Шефа в кабинете лежит DVD-диск с мультфильмом.
- Анатолий Горбунов, исполнивший роль президента России, является директором Сочинского отделения Кавказского филиала ОАО «Мегафон»[12].